# Dusky Ridge
Dusky Ridge ist ein eisfreier, 14,5 km langer und 3 km breiter Gebirgszug im Australischen Antarktis-Territorium. In der Britannia Range des Transantarktischen Gebirges erstreckt er sich zwischen dem Hinton- und dem Lieske-Gletscher.
Die Mannschaft zur Erkundung des Darwin-Gletschers bei der Commonwealth Trans-Antarctic Expedition (1955–1958) benannte ihn als Dusky Mountains (deutsch Düstere Berge) aufgrund seines Erscheinungsbilds. Der Name wurde infolge einer neuerlichen Kartierung durch Vermessungen des United States Geological Survey und mithilfe von Luftaufnahmen der United States Navy zwischen 1960 und 1962 angepasst.